# Teresa Starzyńska

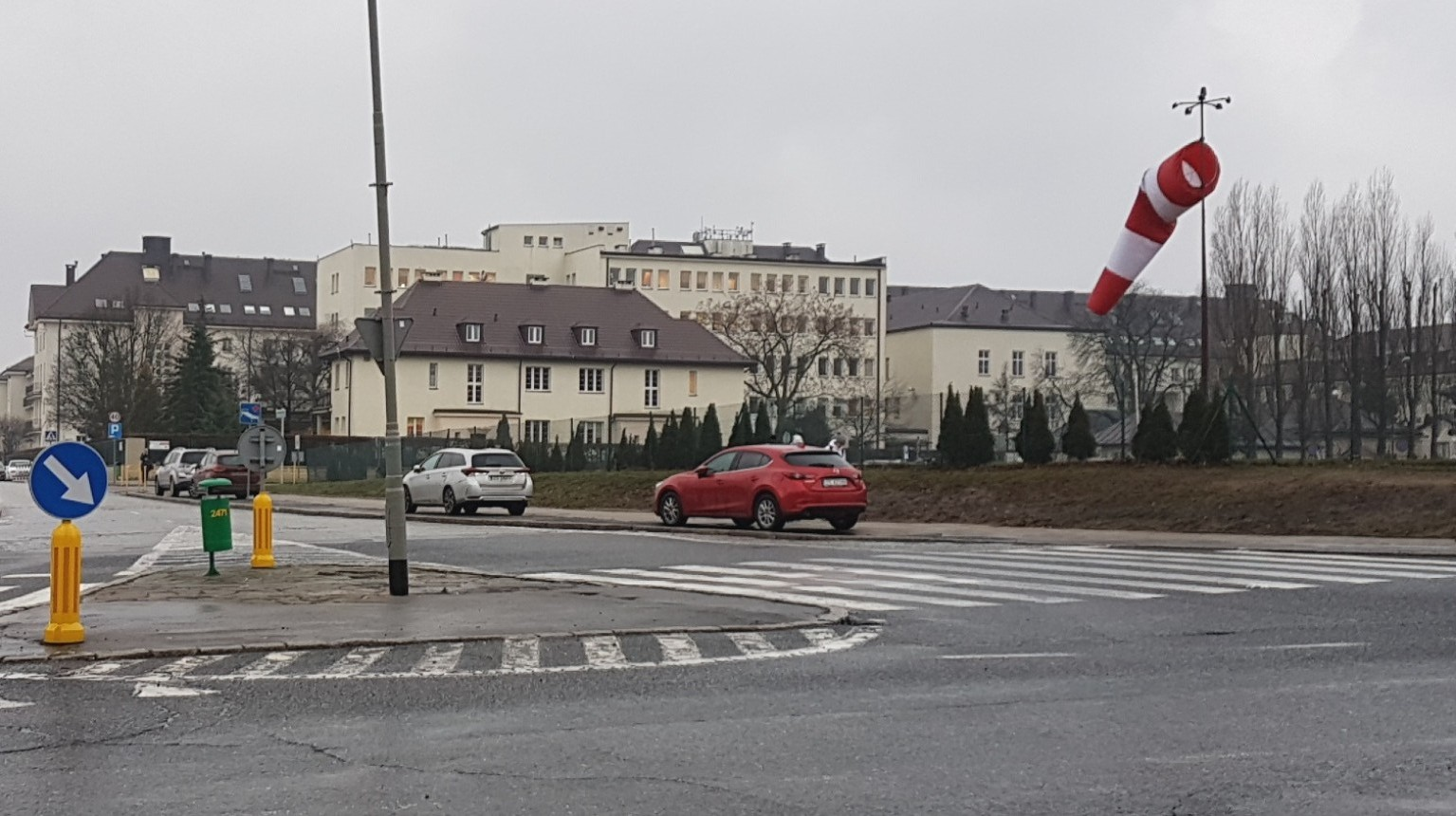
SPSK1 PUM z Kliniką Gastroenterologii

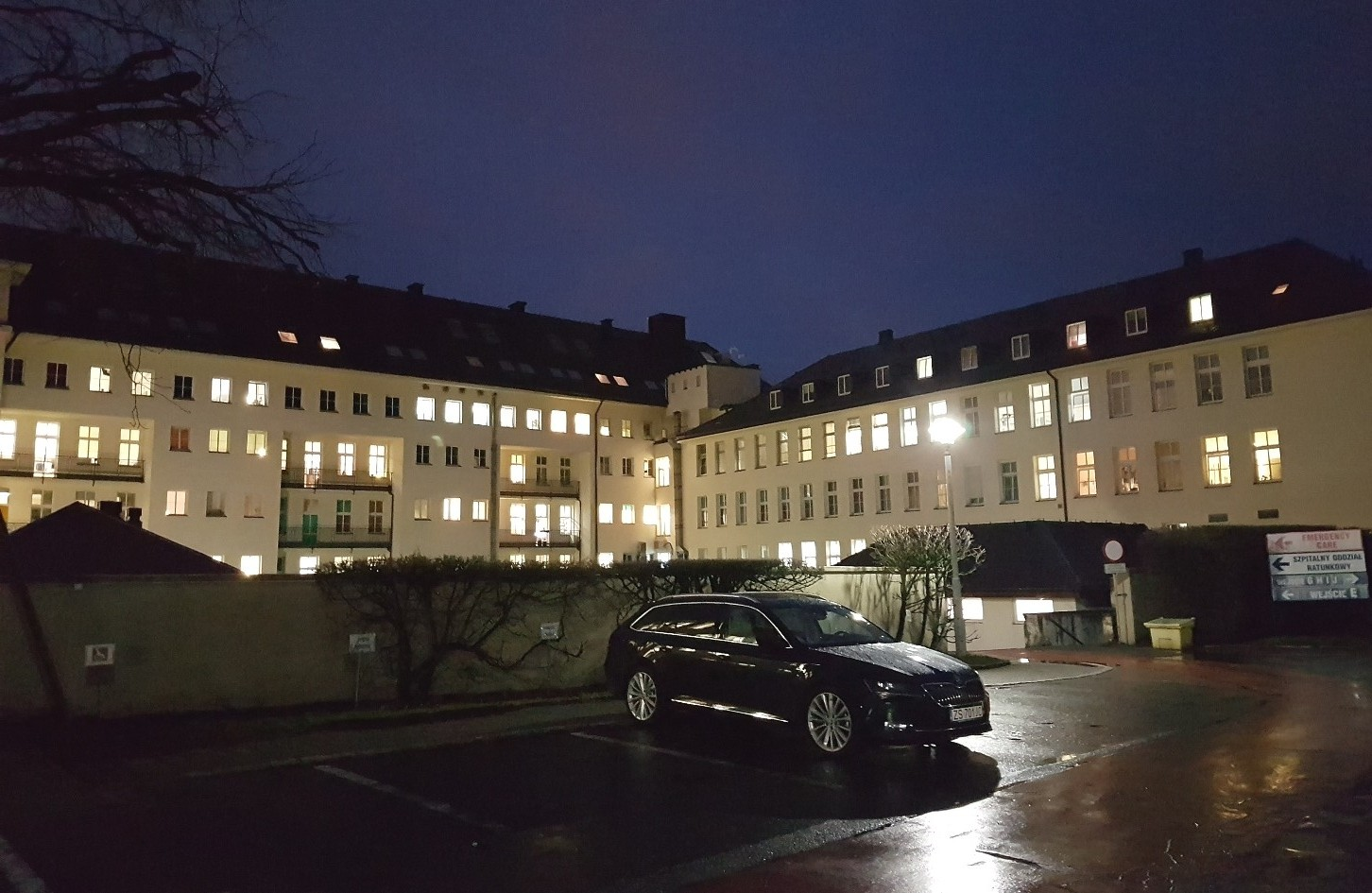
SPSK 1 z Kliniką Gastroenterologii

Teresa Starzyńska (ur. 1952, zm. 14 października 2022) – polski lekarz internista i gastroenterolog, profesor doktor habilitowany nauk medycznych, profesor zwyczajny Pomorskiego Uniwersytetu Medycznego w Szczecinie (PUM), kierownik Katedry i Kliniki Gastroenterologii PUM (od 2006), członek Zarządu Głównego Polskiego Towarzystwa Gastroenterologii (1994-2016, w latach 1994-1996 Sekretarz Zarządu), członek stowarzyszony European Board of Gastrolenterology (2006-2017). Od stycznia 2013 była członkiem Sekcji Nauk Medycznych Centralnej Komisji ds. Stopni i Tytułów Naukowych, pełniąc od stycznia 2017 funkcję wiceprezesa tejże Komisji.

## Kariera zawodowa, edukacja
W latach 1971–1977 studiowała na wydziale lekarskim ówczesnej Pomorskiej Akademii Medycznej w Szczecinie. Dyplom lekarza z wyróżnieniem otrzymała w 1977 r..
Specjalista chorób wewnętrznych st. II (19.04.1985), gastroenterologii st. II (22.04.2004).
Stopień naukowy doktora uzyskała w 1984 r., dr hab. n. med. uzyskała 19.12.1994 (PAM Szczecin), natomiast tytuł naukowy profesora został nadany 18.10.2002. W 2004 roku otrzymała Europejski Dyplom Gastroenterologii (The Diploma of the European Board of Gastrolenterology).
W latach 1977–1978 odbywała staż w Klinice Chorób Wewnętrznych PAM w Szczecinie, w której od roku 1978 została asystentem, a w 1985 r. adiunktem. W latach 1995–2006 była zastępcą kierownika Kliniki Gastroenterologii i Chorób Wewnętrznych (od roku 2002 na stanowisku profesora), a od roku 2006 – kierownikiem sprofilowanej przez nią Katedry i Kliniki Gastroenterologii. Od 2008 pracuje na stanowisku profesora zwyczajnego.
W 2006 T. Starzyńska promując w Polsce ideę wczesnej diagnostyki i endoskopowego leczenia raka żołądka, nawiązała współpracę z profesorem Takuji Gotodą, światowej rangi ekspertem z zakresu endoskopowej terapii nowotworów przewodu pokarmowego (Uniwersytet Medyczny w Tokio, Japonia). W ramach tej współpracy profesor Gotoda po raz pierwszy przyjechał do Polski prowadząc wykłady, szkolenia, warsztaty i pokazy endoskopowe w Szczecinie, Warszawie i Krakowie. Z pomocą i z rekomendacji prof. Gotody lekarze Kliniki Gastroenterologii PUM odbyli indywidualne i zespołowe szkolenia z zakresu endoskopii prowadzone przez specjalistów z Japonii.
Przewodnicząca (2010 r.) Komitetu Organizacyjnego XIV Kongresu Polskiego Towarzystwa Gastroenterologi.
Organizator I Międzynarodowych Warsztatów Endoterapii Nowotworów Przewodu Pokarmowego poświęconych dysekcji podśluzówkowej, z udziałem światowego eksperta w endoskopii zabiegowej, prof. Takuji Gotoda, z Uniwersytetu Medycznego w Tokio (2012; Klinika Gastroenterologii PUM
we współpracy ze Szkołą Endoskopii Polskiej Fundacji Gastroenterologii). Od ponad 20 lat członek komitetów naukowych kongresów Polskiego Towarzystwa Gastroenterologii.
Od 1998 roku była członkiem komitetu redakcyjnego "Gastroenterologii Polskiej" oraz od roku 2010 członkiem komitetu redakcyjnego "Gastroenterologii Praktycznej".
Od roku 2012 była jednym z ekspertów w Editorial Board of Video Journal and Encyclopedia of GI Endoscopy.

### Edukacja, projekty naukowo-badawcze, współpraca
Zespół T. Starzyńskiej w oparciu o współpracę z ośrodkami w kraju i za granicą (Niemcy, USA, Japonia) uczestniczy w wielu projektach naukowo-badawczych dotyczących etiopatogenezy, diagnostyki oraz leczenia nowotworów przewodu pokarmowego, głównie z zastosowaniem metod endoskopowych. Klinika brała udział w programie "Innowacyjne metody wykorzystania komórek macierzystych w medycynie" w ramach POIG EFRR.
W klinice T. Starzyńskiej hospitalizowani są pacjenci z nowotworami przewodu pokarmowego, w tym z guzami neuroendokrynnymi (współpraca z prof. Beatą Kos-Kudłą, Polską Siecią Guzów Neuroendokrynnych, wideo konsultacje TeleNen), ciężkimi postaciami chorób zapalnych jelit, zapaleniami trzustki i trudnymi w diagnostyce oraz leczeniu bólami brzucha. W Klinice stosowane są wysoko specjalistyczne techniki endoskopowe leczenia nowotworów chorób przewodu pokarmowego w tym echoendoskopia, dyssekcja podśluzówkowa i POEM.

### Szkolenia podyplomowe, specjalizacje[9]
1978–2000 – wielokrotne kursy podyplomowe w Klinice Gastroenterologii Centrum Medycznego Szkolenia Podyplomowego w Warszawie, w tym szkolenia praktyczne z zakresu endoskopii przewodu pokarmowego, echoendoskopii i badań ultrasonograficznych jamy brzusznej.
1987 – pobyt w Niemieckim Centrum Badań nad Rakiem w Heidelbergu, w ramach stypendium hrabiego Jakuba Potockiego.
1991, 1992, 1995, 1996 – łącznie 2–letni pobyt w Instytucie Patersona Badań nad Rakiem w Manchesterze, początkowo w ramach stypendium Fundacji Gastroenterologia Polska następnie w ramach stypendiów przyznanych przez Instytut Patersona oraz British Council.
1996, 1998 – kursy szkoleniowe w zakresie ultrasonografii jamy brzusznej.
2002 – visiting professor – Klinika Gastroenterologii w Leister – Anglia i Klinika Gastroenterologii i Hepatologii w Magdeburgu – Niemcy.
2000, 2001, 2002, 2004, 2006, 2007, 2009 – kursy szkoleniowe w zakresie endoskopowej ultrasonografii w Europejskiej Szkole Endoskopii w Amsterdamie.
2000, 2005, 2006, 2007, 2011, 2014, 2015, 2016 – podyplomowe kursy gastrologiczne, w tym szkolenia endoskopowe, w ramach szkoleń Amerykańskiego Towarzystwa Gastroenterologii.

## Publikacje, opieka nad młodymi pracownikami nauki
Była autorem 302 prac, w tym 155 publikacji pełno tekstowych w recenzowanych pismach polskich i zagranicznych (ogólna liczba cytowań 1500, index h 20, IF 191.102). Dotychczasowy czynny udział w 145 zjazdach krajowych (70) i zagranicznych (75). Była promotorem 9 zakończonych doktoratów, opiekunem 3 habilitacji, w tym najmłodszego dr habilitowanego nauk medycznych w Polsce oraz jednej profesury.

## Nagrody[16]
1992 – główna nagroda Gastroenterologów Środkowych Niemiec za pracę dotyczącą raka żołądka.
1994, 1995, 1998, 2003, 2011 – nagrody komisji naukowej Europejskich Zjazdów Gastroenterologicznych w Oslo, Berlinie, Birmingham, Madrycie, Sztokholmie oraz Barcelonie za prace dotyczące nowotworów przewodu pokarmowego.
2008, 2010, 2012, 2014, 2016 – nagrody Polskiego Towarzystwa Gastroenterologii.
Wielokrotne naukowe nagrody rektora PUM.